# Stora Mellansjö

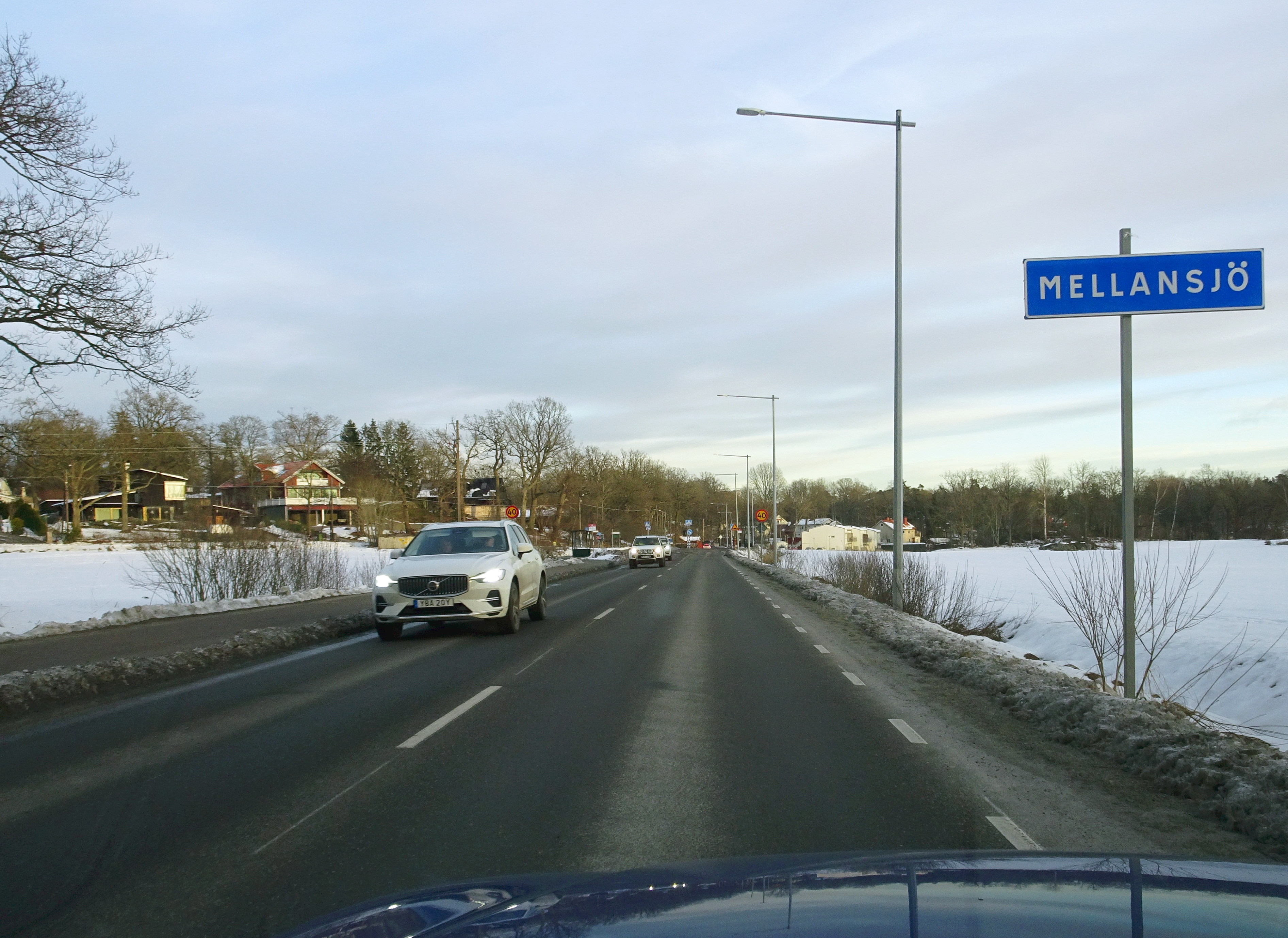
Ågestavägen vid Mellansjö.

Stora Mellansjö (eller bara Mellansjö) är ett bostadsområde i kommundelen Högmora i Huddinge kommun. Området är beläget på södra sidan av sjön Magelungen och avgränsas av förutom av denna av Ågestasjön, Myrängen-Högmora och Ågesta friluftsområde. Området delas av Norrån i en östra och en västra del och består huvudsakligen av villabebyggelse. 

## Historik
Stora Mellansjö skapades genom att Ågesta gård omkring år 1900 styckade av mark. Byggandet av både villor och sportstugor tog emellertid inte fart förrän under 1930-talet. Många av husen är typhus, karaktäristiska för sin tid och en del är arkitektritade. Mellan 1957 och 1988 byggdes mycket lite i området eftersom det i praktiken rådde förbud mot nyproduktion av villor. En detaljplan vann laga kraft i maj 2002. Därefter har ett antal större exklusiva villor uppförts, främst längs Ågestavägen och i närheten av vattnet. Bland nyare bebyggelse märks Villa Brännugnen vid Snöbärsstigen 8. Den av arkitekt Gert Wingårdh ritade villan belönades 2019 med Huddinges byggnadspris.
Området är en gammal kulturbygd med stora naturvärden. Karaktäristiskt för området är de många och stora ekarna.  I området finns arter som vattenfladdermus och gröngöling. Gravfälten på områdets mark vittnar om bosättningar redan i förhistorisk tid. Lämningar visar att det har funnits en gård i Ågesta ända sedan äldre järnåldern. Det äldsta skriftliga belägget för namnet är från 1330. I korsningen Norråvägen / Runstensvägen märks även runstenen Södermanlands runinskrifter 301.

## Bilder

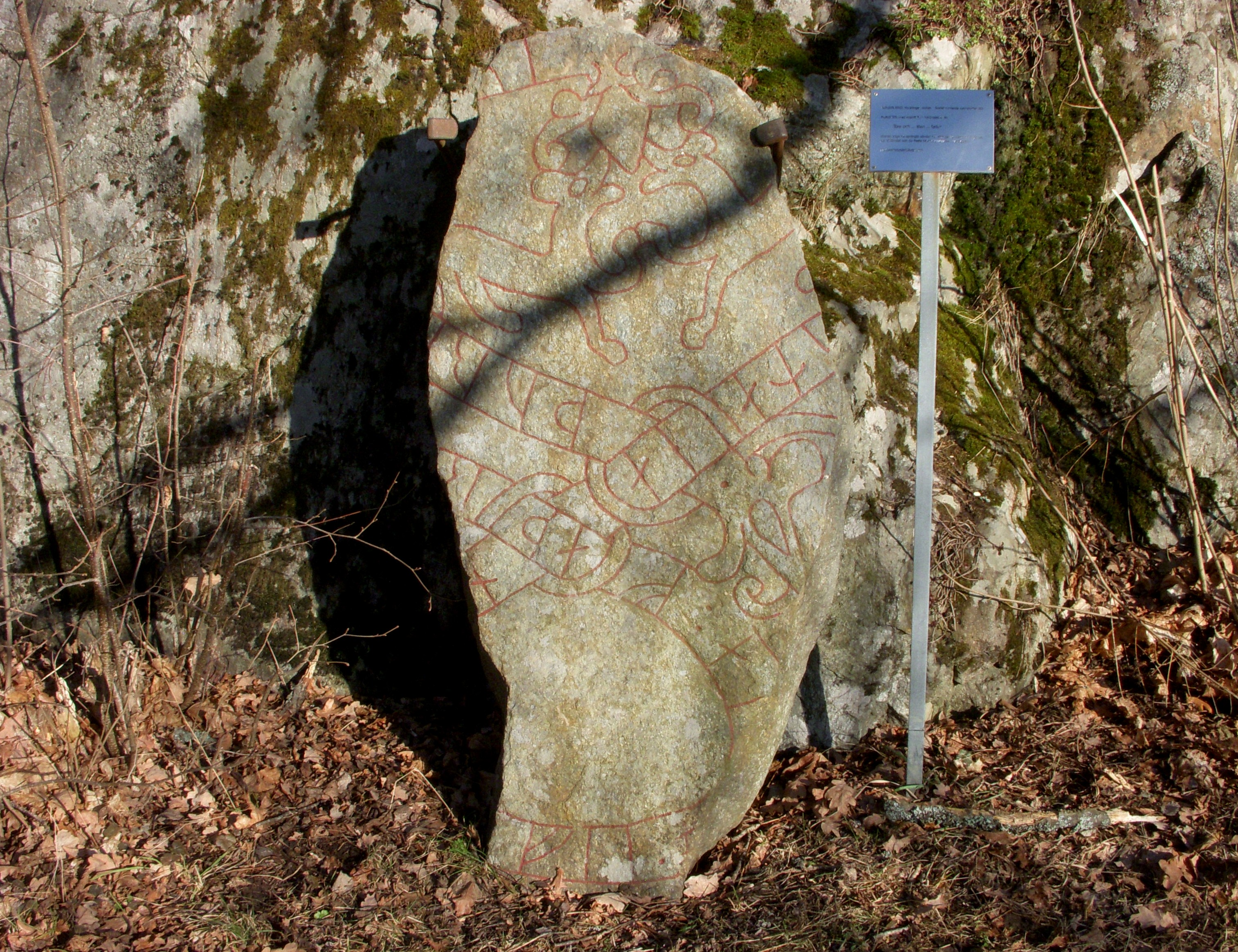
Södermanlands runinskrifter 301.
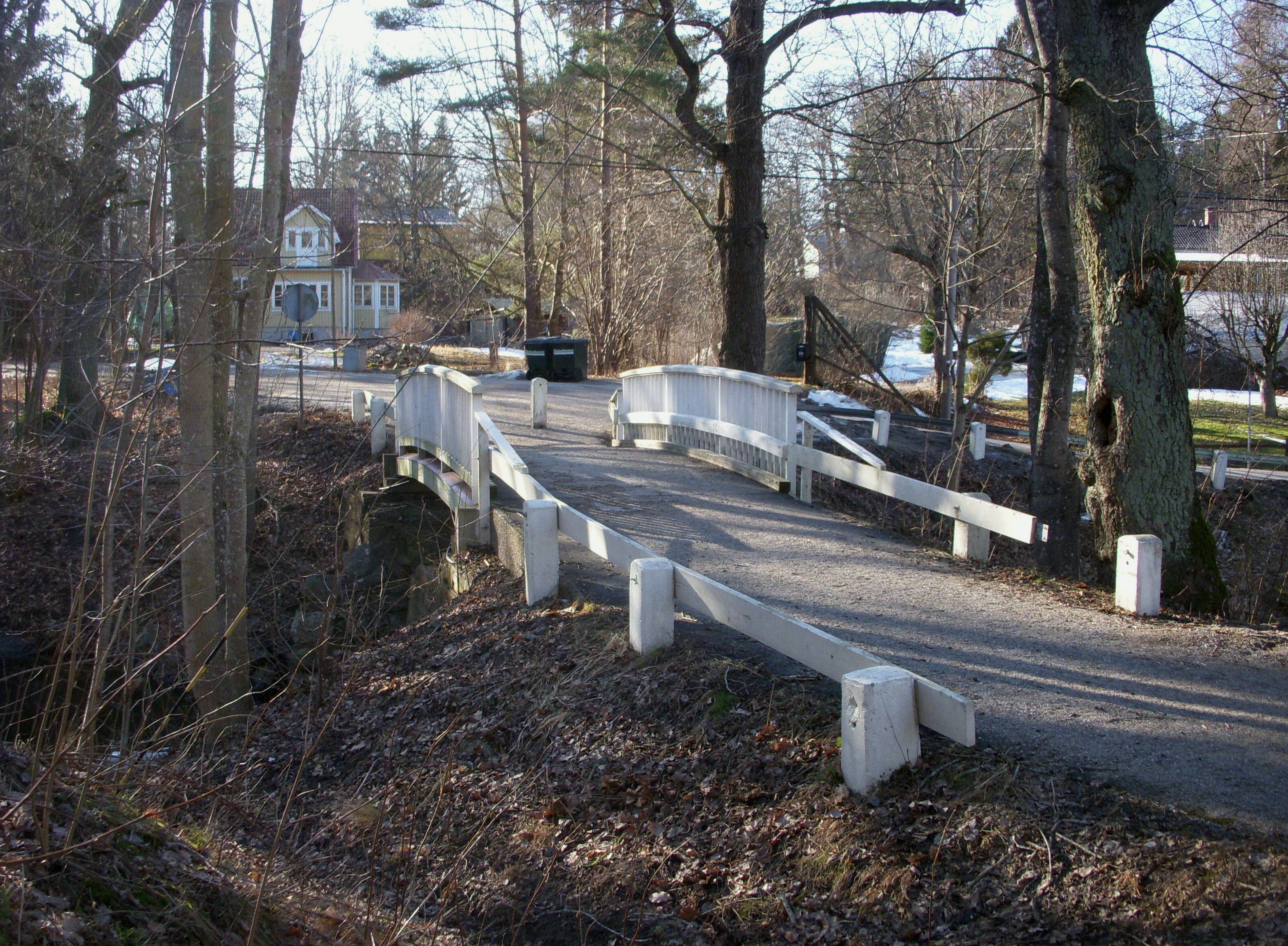
Bro över Norrån i Stora Mellansjö.
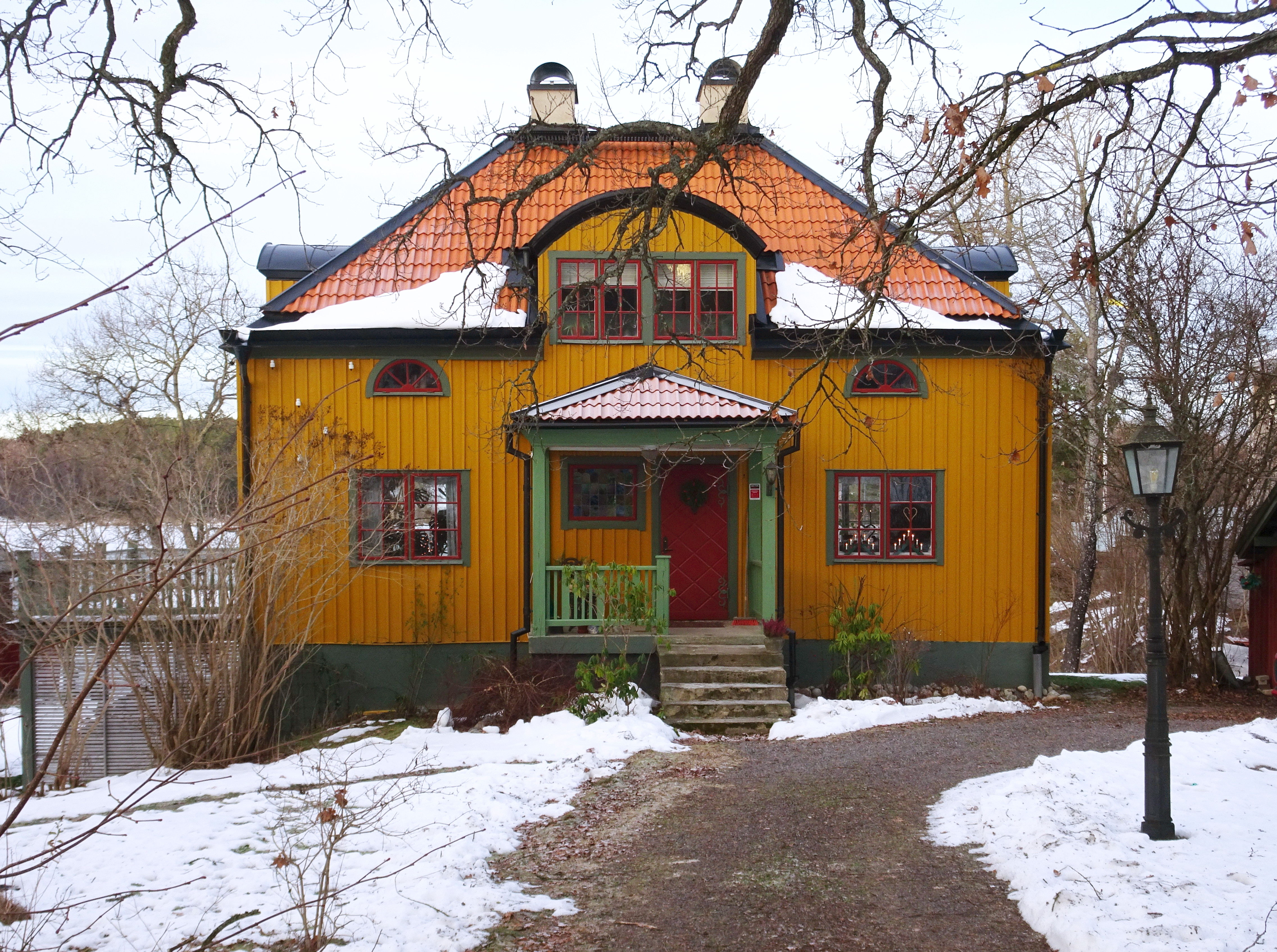
Äldre villa vid Länsvägen 44.
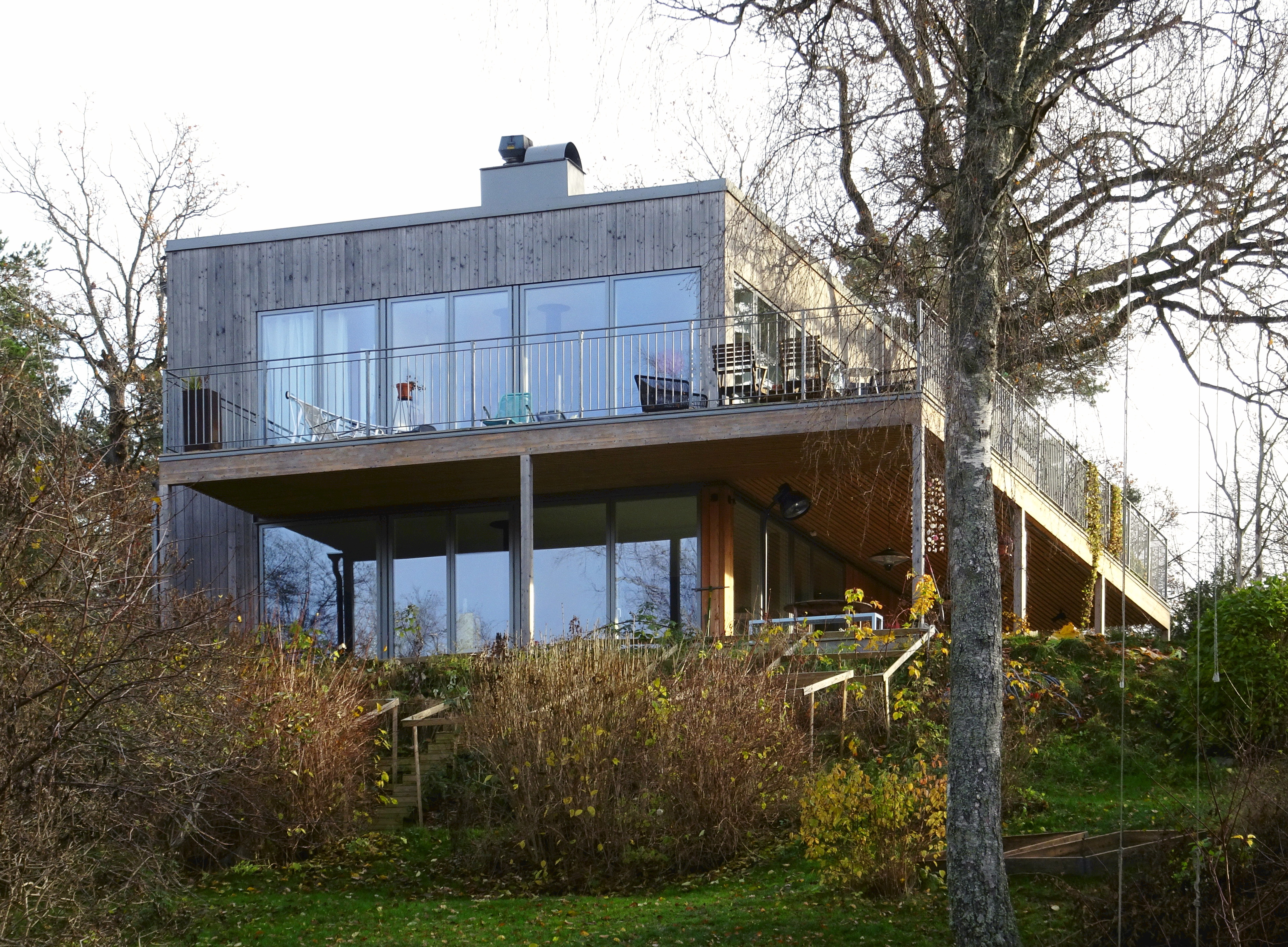
Villa Brännugnen vid Snöbärsstigen 8.